# لوئی لوکومت
لوئی لوکومت (فرانسوی: Louis Lecompte‎; ۲۸ ژوئیهٔ ۱۹۱۴ – ۲۱ فوریهٔ ۱۹۷۰) بازیکن هاکی روی یخ اهل کانادا بود.